# Euphorbia carunculata
Euphorbia carunculata là một loài thực vật có hoa trong họ Đại kích. Loài này được Waterf. mô tả khoa học đầu tiên năm 1948.